# Drusus buscatensis
Drusus buscatensis är en nattsländeart som beskrevs av Lazar Botosaneanu 1960. Drusus buscatensis ingår i släktet Drusus och familjen husmasknattsländor. Inga underarter finns listade i Catalogue of Life.